# Botezul lui Hristos (pictură de Leonardo da Vinci)
Botezul lui Hristos este o pictură realizată de Leonardo da Vinci între anii 1472 și 1478, aflată la Galeria Uffizi, Florența.

## Descriere
Leonardo l-a asistat pe maestrul său Andrea del Verrocchio, pictând îngerul îngenuncheat la stânga, și revopsind părțile peisajului și trupul lui Hristos.